# السباعي (ألعاب القوى)
الســــــباعي (Heptathlon) هي مسابقة ألعاب قوى خاصة للسيدات، ويعادلها العشاري لدى الرجال، تم إحلالها بدلاً من مسابقة الخماسـي عام 1984 وتقام على مدى يومين متتاليين.
تتكون مسابقة السباعي من 7 فعاليات مختلفة، والاسم (Heptathlon) كلمة يونانية، (hepta) تعني سبعة، و(athlon) تعني منافسة.
يتم توزيع النقاط على كل رياضي حسب ترتيبه في كل فعالية، ويتم جمع النقاط لوضع الترتيب النهائي بعد أخر مسابقة، واللاعب الفائز هو الذي جمع أكبر عدد من النقاط.
تم إضافة مسابقة الخماسي إلي البرنامج الأولمبي في أولمبياد طوكيو عام 1964 بينما تم ضم الســباعي عام 1984 في أولمبياد لوس أنجلوس.

## الفعاليات
بالنسبة للسباعي لدى الإناث، الفعاليات هي:
- اليوم الأول
  - 100 متر حواجز
  - القفز العالي
  - رمي الجلة
- اليوم الثاني
  - القفز الطويل
  - 200 متر
  - رمي الرمح
  - 800 متر

بالنسبة للسباعي لدى الرجال، الفعاليات هي:
- 60 متر
- القفز العالي
- رمي الجلة
- القفز الطويل
- 60 متر حواجز
- القفز بالزانة
- 1000 متر

## تدرج الأرقام القياسية
| النقاط | العداءة              | الجنسية          | المكان      | التاريخ    |
| ------ | -------------------- | ---------------- | ----------- | ---------- |
| 6104   | جان فريديريك         | الولايات المتحدة | والنوت      | 24/04/1981 |
| 6181   | نادزيهدا فينوغرادوفا | الاتحاد السوفيتي | كيسلوفوداك  | 05/05/1981 |
| 6670   | رامونا نيوبيرت       | ألمانيا الشرقية  | هالي        | 24/05/1981 |
| 6788   | رامونا نيوبيرت       | ألمانيا الشرقية  | كييف        | 28/06/1981 |
| 6845   | رامونا نيوبيرت       | ألمانيا الشرقية  | هالي        | 20/06/1982 |
| 6935   | رامونا نيوبيرت       | ألمانيا الشرقية  | موسكو       | 19/06/1983 |
| 6946   | سابين جون            | ألمانيا الشرقية  | بوستدام     | 06/05/1984 |
| 7148   | جاكي جوينر-كيرسي     | الولايات المتحدة | موسكو       | 07/07/1986 |
| 7158   | جاكي جوينر-كيرسي     | الولايات المتحدة | هيوستن      | 02/08/1986 |
| 7215   | جاكي جوينر-كيرسي     | الولايات المتحدة | إندينابوليس | 16/07/1988 |
| 7291   | جاكي جوينر-كيرسي     | الولايات المتحدة | سيول        | 24/09/1988 |

## وصلات خارجية
- ملف تفاعلي لحساب نقاط السباعي